# Battle Realms
Battle Realms – komputerowa gra strategiczna czasu rzeczywistego, wyprodukowana w 2001 przez Liquid Entertainment i wydana przez Crave Entertainment. Gra jest osadzona w świecie fantasy o azjatyckiej tematyce. W roku 2002 Ubisoft wydał samodzielny dodatek zatytułowany Battle Realms: Winter of the Wolf. Polską lokalizację zrealizowała firma Licomp Empik Multimedia.

## Rozgrywka
W grze są dostępne cztery różne klany są to: honorowego klanu Smoka, śmiertelnego Węża, trującego Lotusa oraz barbarzyńskiego Wilka. Już na samym początku gry, gracz musi podjąć decyzję po czyjej stronie stanie. Grupa żołnierzy dowodzona przez Shinję – starego generała Wężów, napada na małą wieś położoną na południu wyspy. Najeźdźcy proponują Kenji'emu, aby dołączył do ich bandy. Właśnie w tym momencie gracz decyduje po której ze stron stanie. Jeśli gracz zdecyduje się pomóc bandytom to wstąpi na starą ścieżkę zła, ale jeżeli pomoże chłopom będzie miał szansę stworzyć nowy szlachetny Klan Smoka.

## Fabuła
Po siedmiu latach wygnania Kenji powraca do swej rozdartej wojnami ojczyzny. Czy będzie potrafił wznieść się ponad swoje rozgoryczenie i wyzwolić te ziemie pod flagą Klanu Smoka, czy raczej przechyli się w kierunku swej ciemnej strony i podbije ją, jak kiedyś uczynił to jego ojciec, kiedy przed wielu laty przewodził Wężom. Bez względu na to, co wybierze Kenji, los pchnie go w konflikty z okrutnym Klanem Lotosu, szlachetnym Klanem Wilka i tajemniczymi wrogami z przeszłości.